# Hemilophia franchetii
Hemilophia franchetii är en korsblommig växtart som beskrevs av Al-shehbaz. Hemilophia franchetii ingår i släktet Hemilophia och familjen korsblommiga växter. Inga underarter finns listade i Catalogue of Life.